# Circus (Computerspiel)

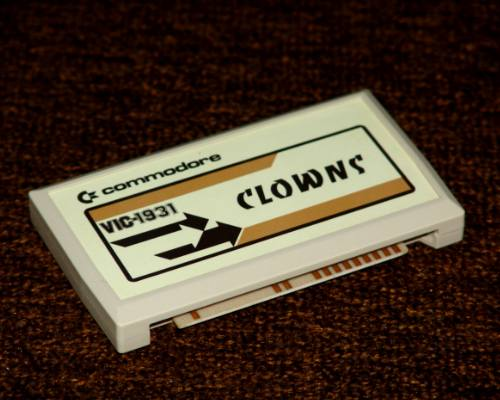
Spielmodul Clowns für den Commodore VC20

Circus ist ein klassisches Arcade-Spiel, das 1977 von Exidy entwickelt wurde. Das Spielprinzip ähnelt dem des Geschicklichkeitsspiels Breakout. 1980 erschien es unter dem Namen Circus Atari auf der Atari-2600-Konsole.

## Beschreibung
Am oberen Bildschirmrand befinden sich drei Reihen von Luftballons (in Portierungen stattdessen Kästchen) in den Farben blau, grün und gelb. Da es sich bei der Originalversion um ein Schwarzweiß-Spiel handelt, wird dies durch eine farbige Overlay-Folie erzeugt. Ziel des Spiels ist es, diese Ballons zum Platzen zu bringen.
Der Spieler steuert mit einem Paddle eine Wippe am unteren Bildschirmrand und muss einen von zwei Clowns nach oben zu den Ballons befördern.

## Portierungen
- Clowns (1978) Atari-Arcade-Spiel
- Atari 2600 als Circus Atari (1980)
- Apple II als Clowns and Balloons
- Vtech Laser VZ
- VC 20 als Clowns
- Tandy TRS-80 Color Computer als Clowns & Ballons, 1982
- Commodore 64
- Commodore Max
- Linux mit X11 Window als Circus Linux

## Weitere Computerspiele
- Big Top (1983, 1989)
- Circus Charlie (1984)
- Circus Games (1988)
- Circus Attractions (1989)
- Circus Caper (1990)